# These Boots Are Made for Walkin'
These Boots Are Made for Walkin' è un brano musicale pop composto da Lee Hazlewood e registrato da Nancy Sinatra nel 1965. Il singolo venne pubblicato nel dicembre 1965 e nei primi mesi del 1966 arrivò alla prima posizione negli Stati Uniti d'America, in Canada, in Australia, in Germania per sei settimane, nel Regno Unito per quattro settimane, in Nuova Zelanda per due settimane, in Austria per due settimane ed in Olanda cinque settimane, alla seconda in Norvegia ed alla terza in Italia.

## Storia
La canzone parla di una giovane donna che respinge le avances di un uomo che continua a farle promesse ma non le mantiene. Il cantautore Lee Hazlewood aveva composto il brano preparandone una versione maschile che egli stesso avrebbe voluto interpretare, ma Nancy Sinatra insistette per farselo cedere. Il titolo cita una battuta recitata nel film I 4 del Texas diretto nel 1963 da Robert Aldrich e interpretato, tra gli altri, anche da Frank Sinatra, padre di Nancy.
Il pezzo, arrangiato da Billy Strange, fu registrato nel novembre 1965 a Hollywood con un gruppo di turnisti noto nel mondo discografico come The Wrecking Crew. Responsabile dell'incipit con la scala discendente di contrabbasso fu il jazzista Chuck Berghofer, che con la sua invenzione rese il brano riconoscibile dopo i primi secondi di ascolto. All'epoca fu anche realizzato un filmato promozionale in cui Nancy Sinatra indossa un paio di stivaletti di vernice bianca, contribuendo a lanciarne la moda.
Nel 1966 e nel 1967 Nancy Sinatra si recò in Vietnam per esibirsi in una serie di spettacoli destinati alle truppe americane impegnate nella guerra del Vietnam. Fu in quella occasione che il brano venne adottato dai soldati come canto durante le marce, come già si vede nel pluripremiato documentario La Section Anderson di Pierre Schoendoerffer (1966). Il brano venne rilanciato vent'anni più tardi da Stanley Kubrick, che nel 1987 volle inserirlo nel film Full Metal Jacket, ambientato proprio durante la guerra in Vietnam.

## Cover
Numerose cover sono state registrate negli anni in diversi stili: pop, rock, country, dance, ed industrial. Fra gli artisti che hanno inciso il brano si ricordano, tra gli altri The Supremes, Amanda Lear, Adriano Celentano ("Bisogna far qualcosa") Dalida ("Stivaletti rossi"), Planet Funk, Nick Cave, gli italiani Overlord, Crispin Glover, Billy Ray Cyrus, La Toya Jackson, Boy George, Geri Halliwell, Lil Kim, KMFDM, l'attore David Hasselhoff, e Antonio Banderas per il film Shrek 2. Famosa è anche la cover dei Megadeth con alcune modifiche al testo, a lungo causa di una disputa legale dovuta al contenuto del testo modificato. La causa è stata risolta censurando la canzone nelle parti ritenute più volgari.
Tra le versioni più recenti una delle più popolari è senz'altro quella di Jessica Simpson, che raggiunse la posizione numero 14 nella Billboard Hot 100 nel 2005, e che venne utilizzata nella colonna sonora del film Hazzard. Jessica Simpson ha dovuto rinunciare ad alcune clausole come autrice nonostante avesse cantato un nuovo bridge scritto di suo pugno. Inoltre questa versione fa eco alle atmosfere campagnole del film Hazzard e, per volontà dei produttori Jimmy Jam e Terry Lewis, sostituisce al sound pop del brano d'origine uno più intonato al country e all'hip-hop.
Il video, diretto da Brett Ratner, è stato molto contestato per via di una Jessica Simpson discinta e in abiti succinti che si scatena in un saloon frequentato da soli uomini facendo leva sulle sue forme anatomiche e li delizia ballando in piedi sul bancone. La cantante ha anche confessato di aver dovuto fare la dieta South Beach per ottenere il fisico del video. Ha sollevato un polverone anche la celebre scena provocatoria in cui la cantante texana lucida seminuda una macchina, divenuta materia di numerose parodie e sketch divertenti. Proprio per le scene provocatorie, il video è stato ostracizzato dalle reti musicali di numerosi Paesi del Medio Oriente e del Nordafrica.
Nel 2002 la versione originale di Nancy Sinatra ha riacquistato popolarità in Italia grazie ad uno spot pubblicitario.
Nel 2005, il gruppo Paul Revere & the Raiders ha rimixato la pista vocale della versione di Nancy Sinatra e ha inserito il brano nell'album Ride to the Wall, Vol. 2, destinandone gli incassi all'assistenza ai veterani della guerra del Vietnam.
La canzone viene omaggiata dal gruppo italiano Baustelle nel brano Panico! (A Lee) contenuto nell'album Amen (2008). Nello stesso anno, la cover dei Planet Funk fa da colonna sonora a uno spot televisivo realizzato per una compagnia telefonica.
Nel 2011 è stata riedita in versione elettronica-house dal DJ/Producer italiano Jay Amato. Sempre nel 2011 è stata realizzata una versione del brano ad opera dei Planet Funk, per la colonna sonora del film La kryptonite nella borsa, esordio alla regia di Ivan Cotroneo, che ha firmato anche la regia del videoclip che accompagna il brano, e nel 2012 per le pubblicita di Wind con Aldo, Giovanni e Giacomo. Questa versione del brano ha anche conseguito il disco d'oro in Italia per gli oltre 15 000 download legali.
Nel 2012 la cover ska rock di These Boots Are Made for Walkin' de Le Braghe Corte è diventata la colonna sonora di Sex Education Show, show di Fox Life.
Nel 2016 la cover della cantante Eleonora Cecere è protagonista nella compilation Bulli e Pupe realizzata dal progetto discografico Affatto Deluse, distribuzione Halidon.